# Frankrikes bidrag i Eurovision Song Contest

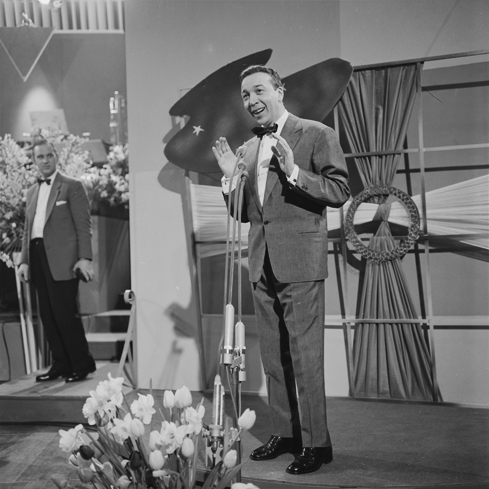
André Claveau i Hilversum, 1958.

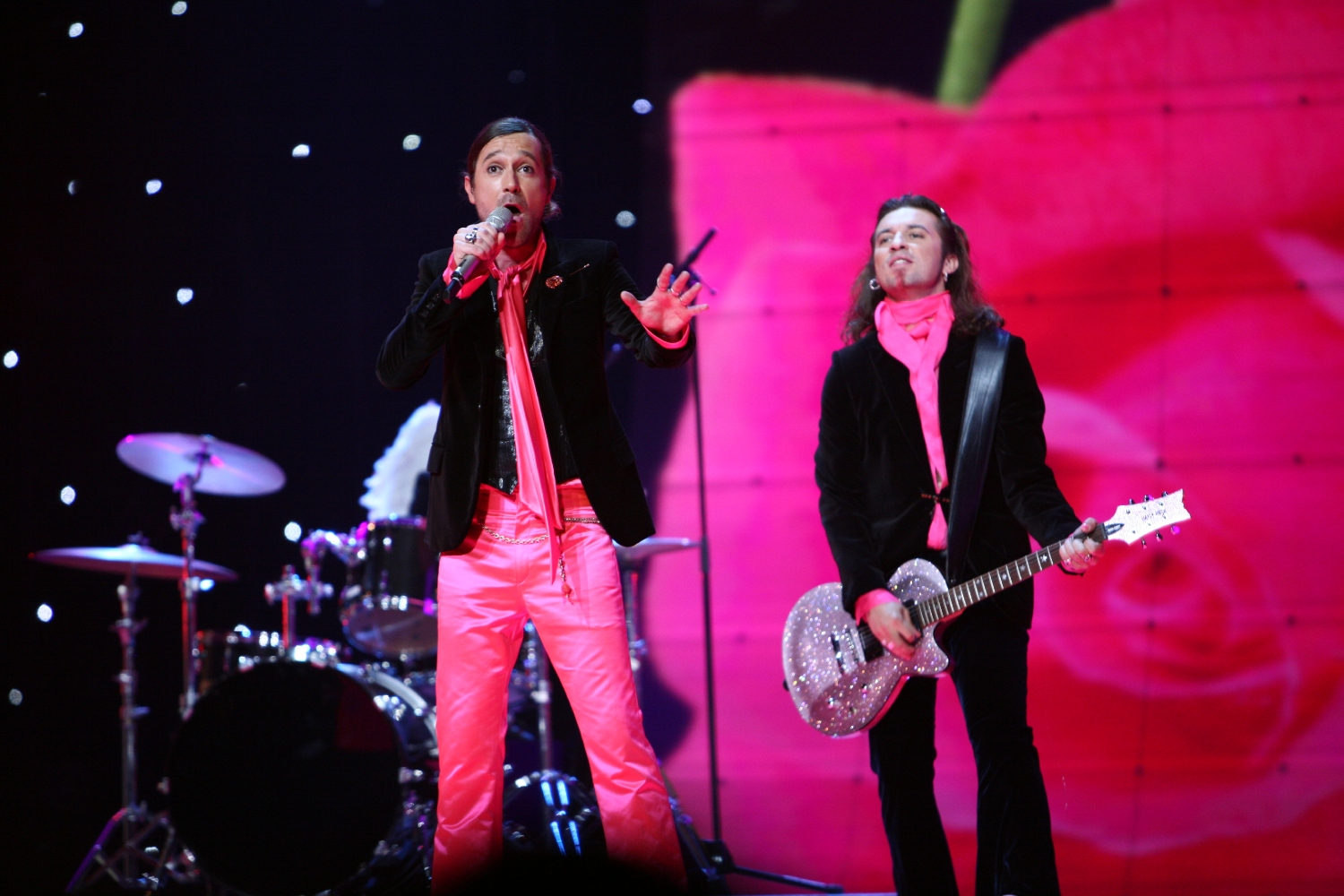
Les Fatals Picards i Helsingfors, 2007.

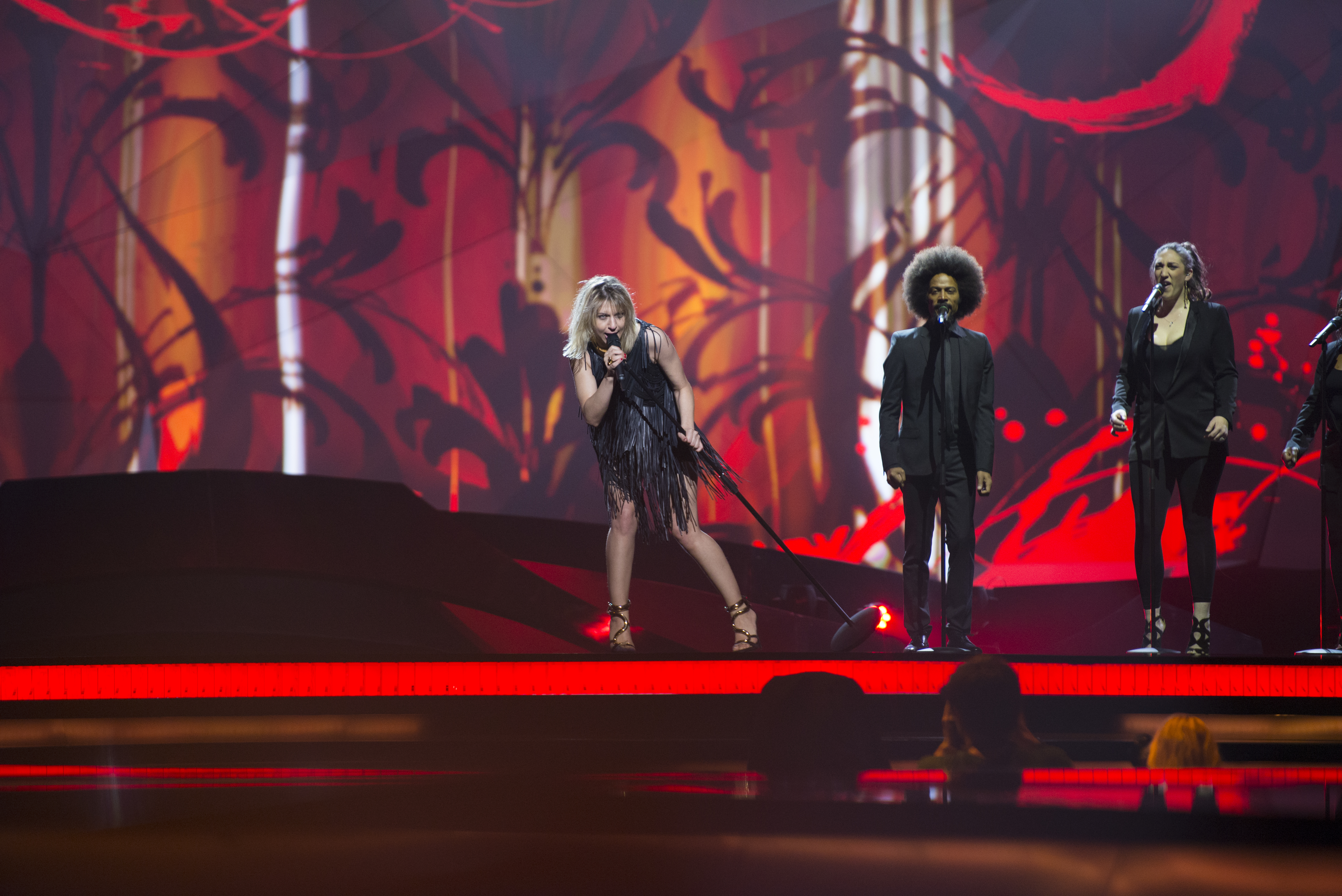
Amandine Bourgeois i Malmö, 2013.

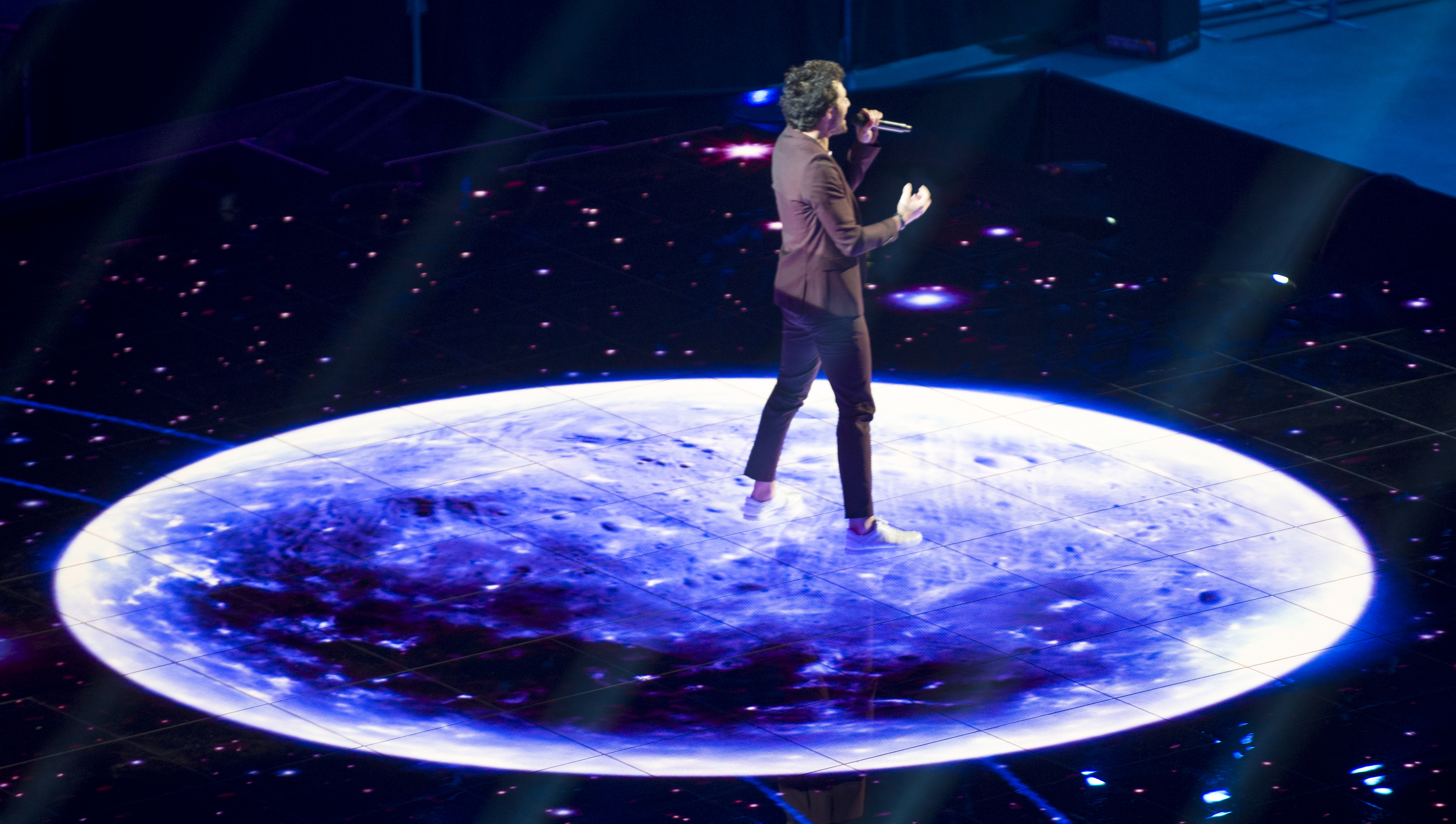
Amir i Stockholm, 2016.

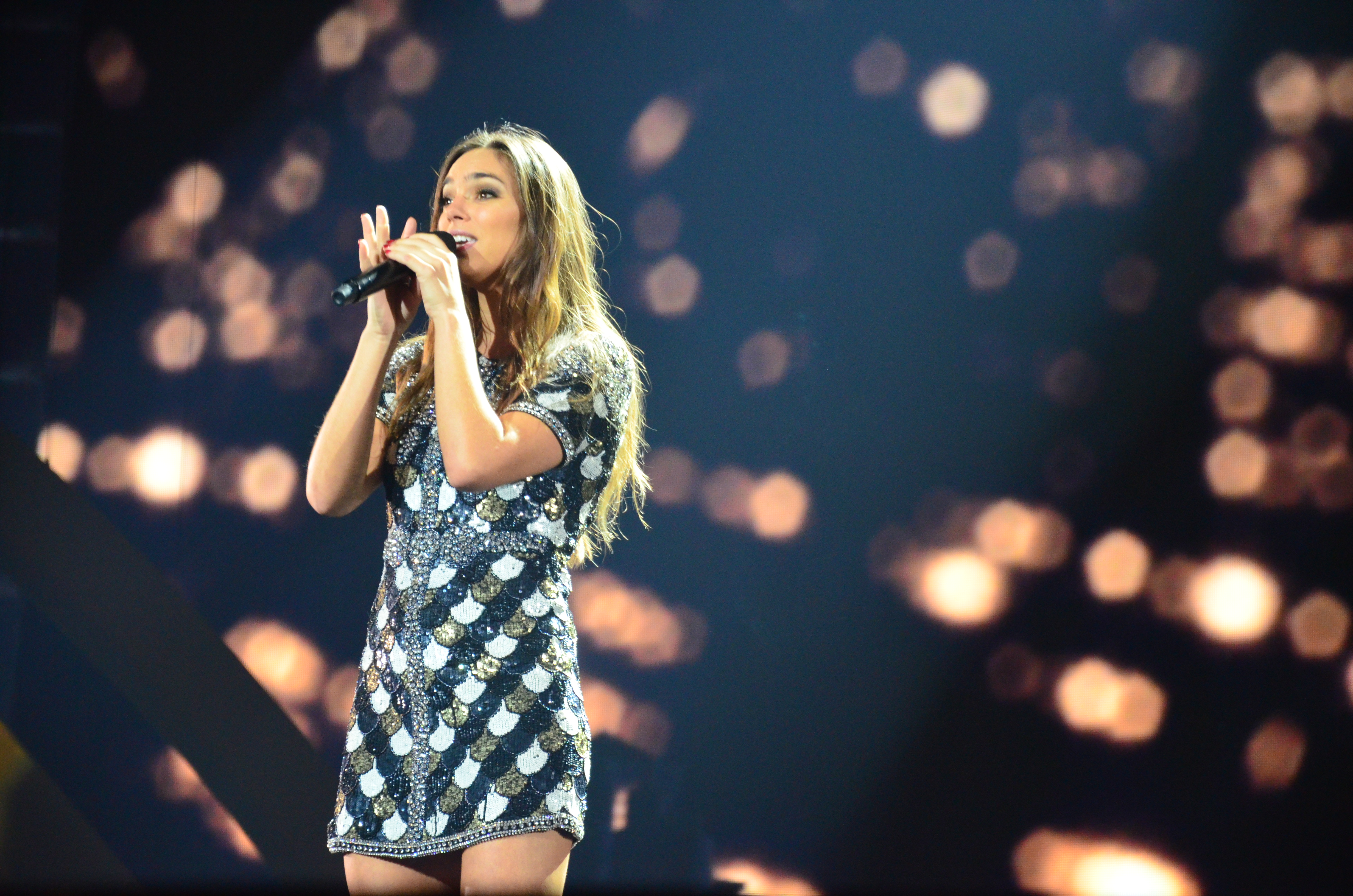
Alma i Kiev, 2017.

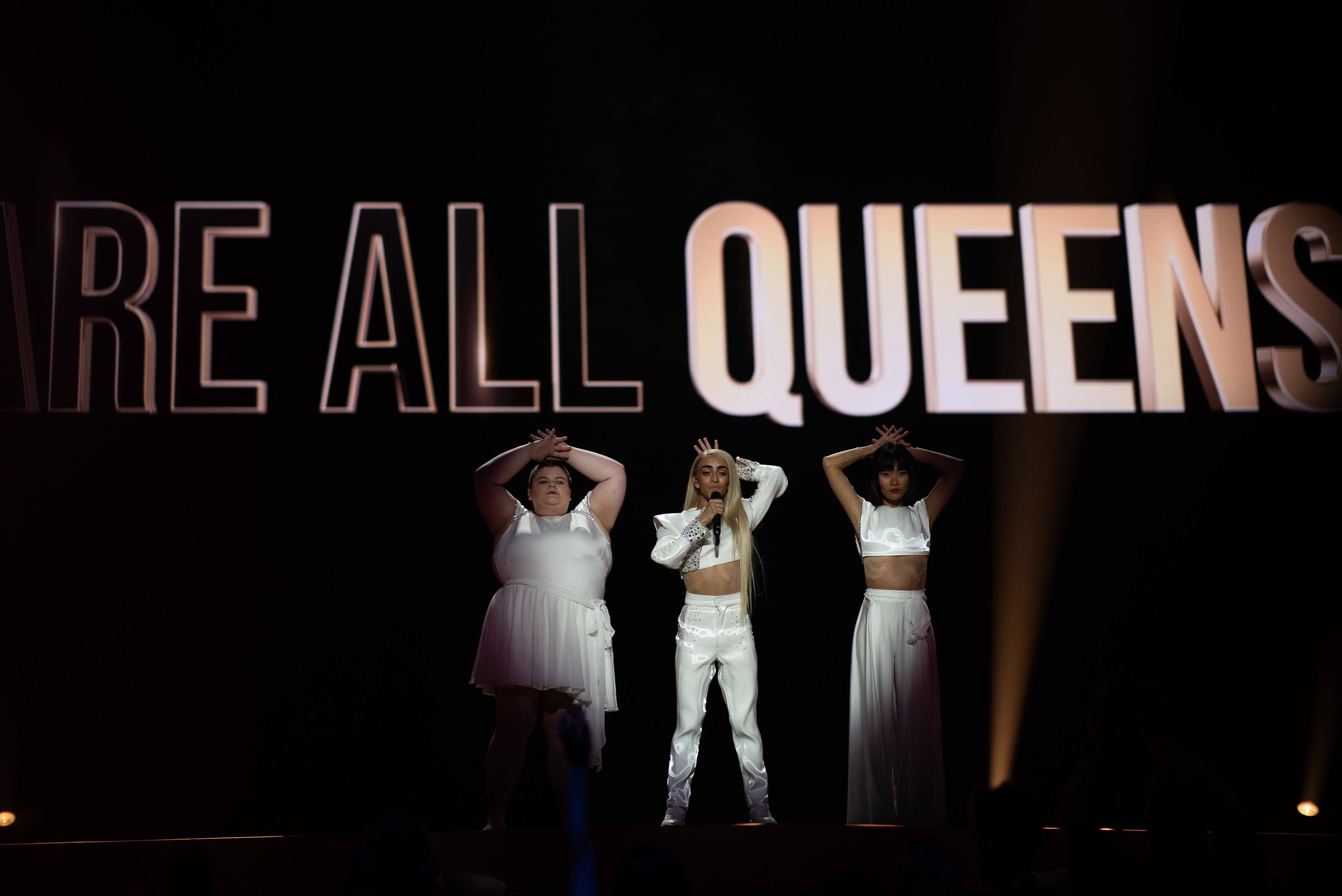
Bilal Hassani i Tel Aviv, 2019.

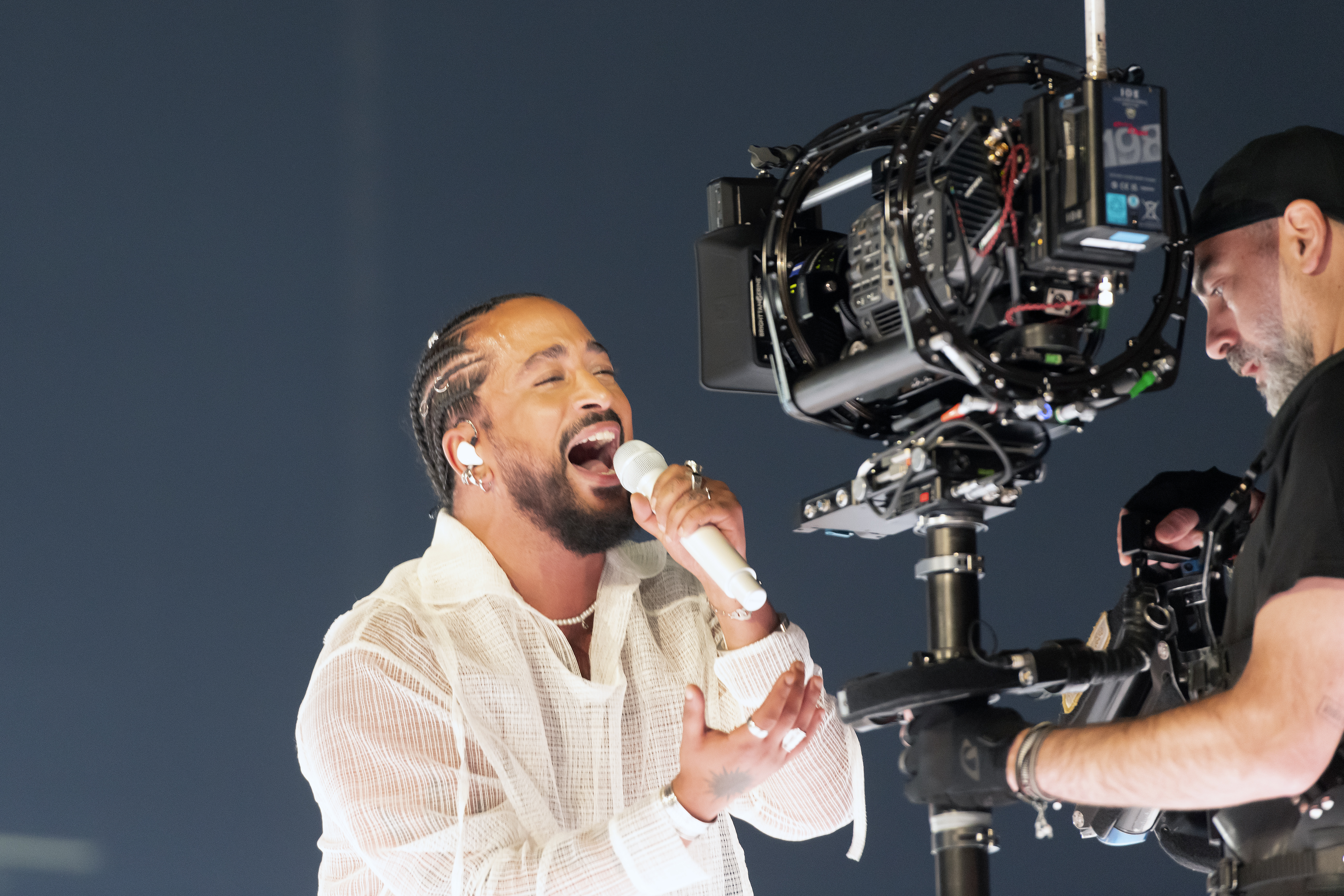
Slimane i Malmö, 2024.

Frankrike debuterade i Eurovision Song Contest 1956 och har till och med 2025 deltagit 67 gånger. Det franska tv-bolaget France Télévisions har varit ansvarig för Frankrikes medverkan varje år sedan 1993. Tävlingen har genom åren sänts i Frankrike av RTF (från 1956 till 1964), ORTF (från 1965 till 1974), TF1 (från 1975 till 1981) och Antenne 2 (från 1983 till 1992).
Frankrike är ett av Eurovision Song Contests mest framgångsrika länder. De har vunnit tävlingen fem gånger (år 1958,  1960, 1962, 1969 och 1977), blivit tvåa fem gånger och trea sju gånger. De har även arrangerat tävlingen tre gånger (1959, 1961 och 1978). År 1963 beslutade RTF att inte hålla i tävlingen på grund av brist på pengar och äran att få hålla i tävlingen gick till Storbritannien och BBC. Eftersom det var fyra vinnare år 1969 utsågs värdlandet 1970 genom lottdragning, och det var Nederländerna som fick äran att hålla festivalen det året.
Frankrike är numera med i konstellationen The Big Five och är därmed direktkvalificerade till finalen nästkommande år. Frankrike behöver således aldrig kvalificera sig från semifinalen.

## Frankrike i Eurovision Song Contest

### Historia
Frankrike är ett av de sju länder som deltog i den allra första upplagan 1956. Från tävlingens start 1956 fram till slutet på 1990-talet var Frankrike ett av tävlingens då mest framgångsrikaste länder med, oftast, höga placeringar. Frankrike har deltagit i tävlingen varje år sedan starten förutom 1974, då landets president Georges Pompidou hade avlidit och hans begravning hölls samma dag som tävlingen, samt 1982, då TF1 avsade sig att visa tävlingen (samma sak gjordes i Italien och Grekland) och bolagets nya ledning kallade programmet "Ett praktexempel på mediokert trams". Publikreaktionen gjorde så att Antenne 2 (som senare bytt namn till France 2) tog över den nationella uttagningen samt Eurovisionsfinalen. År 1991 var Amina nära att vinna för Frankrike med låten C'est le dernier qui à parlé då hon slutade på samma poäng som Sveriges representant Carola. Båda länderna hade lika många tolvpoängare, men vinsten gick till Sverige då Frankrike hade färre tiopoängare. Idag, med de nya reglerna, skulle Frankrike ha vunnit tävlingen, eftersom de fick poäng av fler länder än Sverige. Året före var Frankrike också nära att vinna, då Joëlle Ursull framförde Serge Gainsbourgs bidrag White and Black Blues, men även den kom på andra plats. Sedan år 1998, då telefonomröstningen togs i användning, har Frankrike varit med om en stor nedgång i tävlingen och landet har haft en serie av sämre placeringar. Landet har trots allt skickat flera välrenommerade bidrag även under 2000-talet. År 2001, var kanadensiska Natasha Saint-Pier med låten Je n'ai que mon âme vadslagningsfirmornas och fansens favorit till att vinna tävlingen och tog sig till fjärde plats. Deltagandet och resultatet gjorde henne dock välkänd i Frankrike och de frankofona länderna. Följande år slutade Sandrine François med balladen Il faut du temps, skriven av Patrick Bruel, på femte plats. Sandrine François fick första pris av den internationella juryn för årets bästa sång och performance. Under mitten av 2000-talet var de flesta av årens bidrag framförda av okända artister, som exempelvis hårfrisörskan Virginie Pouchain, som representerade landet 2006. På senare år har många i Frankrike ansett att Eurovision Song Contest inte är den främsta tävlingen för talangfulla musiker och vokalister. 
Tack vare de positiva erfarenheterna med Sébastien Tellier i Eurovision Song Contest 2008, skapade tävlingen ett större intresse bland fransk show business. Eurovisionen uppfattas nu i fransk media som en fantastisk reklamkampanj och landet satsar mer på att skicka välkända namn till tävlingen. Så skedde också året efter, 2009, då Patricia Kaas representerade landet. Hennes skivor har sålt över 17 miljoner exemplar världen över. Precis som år 2002 fick Kaas första pris av den internationella juryn för årets bästa sång och performance. Frankrike fick då en topp 10-placering, vilket de inte hade haft på sex år. 2010 skickade Frankrike Jessy Matador som framförde låten "Allez! Ola! Olé!", låten användes av det franska programföretaget France Télévisions som årets sommarhit samt för att göra reklam för Världsmästerskapet i fotboll 2010. Bidraget "Sognu", framförd av tenoren Amaury Vassili, var förhandstippad enligt vadslagningsfirmorna att vinna tävlingen 2011. Men resultatet blev en femtondeplats. 2014 var det första och hittills enda gången som Frankrike slutat sist i en final. Efter Patricia Kaas åttondeplats i finalen 2009 dröjde det sju år innan man nådde topp tio igen. 2016 slutade Amir Haddad med låten "J'ai cherché" på sjätteplats i finalen i Stockholm. 
2021 var det första gången på trettio år som Frankrike hamnade på pallplats. Låten "Voilá", framförd av Barbara Pravi, slutade två i finalen i Rotterdam. Hon fick hela 499 poäng sammanlagt från juryn och telefonrösterna vilket är rekordpoäng för Frankrike i tävlingen.

### Nationell uttagningsform
Frankrike har inget standardsystem för att välja ut deras representant och bidrag. Den har varierat genom åren med både internval och nationell uttagningsform. För närvarande utser Frankrike sitt bidrag genom den nationella uttagningen "Eurovision France, c'est vous qui décidez !" som varit aktiv sedan 2021. 

## Resultattabell
| 1 | Vinnare                            |
| 2 | Andra plats                        |
| 3 | Tredje plats                       |
| ◁ | Sista plats                        |
| X | Ett bidrag valdes men tävlade inte |

| År               | Artist                              | Bidrag                                    | Språk                  | Final              | Poäng              | Semi                  | Poäng                 |
| ---------------- | ----------------------------------- | ----------------------------------------- | ---------------------- | ------------------ | ------------------ | --------------------- | --------------------- |
| 1956             | Mathé Altèry                        | Le temps perdu                            | Franska                | 2                  | i.u.               | Inga semifinaler      | Inga semifinaler      |
| 1956             | Dany Dauberson                      | Il est là                                 | Franska                | 2                  | i.u.               | Inga semifinaler      | Inga semifinaler      |
| 1957             | Paul Desjardins                     | La belle amour                            | Franska                | 2                  | 17                 | Inga semifinaler      | Inga semifinaler      |
| 1958             | André Claveau                       | Dors, mon amour                           | Franska                | 1                  | 27                 | Inga semifinaler      | Inga semifinaler      |
| 1959             | Jacques Philippe                    | Oui, oui, oui, oui                        | Franska                | 3                  | 15                 | Inga semifinaler      | Inga semifinaler      |
| 1960             | Jacqueline Boyer                    | Tom Pillibi                               | Franska                | 1                  | 32                 | Inga semifinaler      | Inga semifinaler      |
| 1961             | Jean-Paul Mauric                    | Printemps, avril carillonne               | Franska                | 4                  | 13                 | Inga semifinaler      | Inga semifinaler      |
| 1962             | Isabelle Aubret                     | Un premier amour                          | Franska                | 1                  | 26                 | Inga semifinaler      | Inga semifinaler      |
| 1963             | Alain Barrière                      | Elle était si jolie                       | Franska                | 5                  | 25                 | Inga semifinaler      | Inga semifinaler      |
| 1964             | Rachel                              | Le chant de Mallory                       | Franska                | 4                  | 14                 | Inga semifinaler      | Inga semifinaler      |
| 1965             | Guy Mardel                          | N'avoue jamais                            | Franska                | 3                  | 22                 | Inga semifinaler      | Inga semifinaler      |
| 1966             | Dominique Walter                    | Chez nous                                 | Franska                | 16                 | 1                  | Inga semifinaler      | Inga semifinaler      |
| 1967             | Noëlle Cordier                      | Il doit faire beau là-bas                 | Franska                | 3                  | 20                 | Inga semifinaler      | Inga semifinaler      |
| 1968             | Isabelle Aubret                     | La source                                 | Franska                | 3                  | 20                 | Inga semifinaler      | Inga semifinaler      |
| 1969             | Frida Boccara                       | Un jour, un enfant                        | Franska                | 1                  | 18                 | Inga semifinaler      | Inga semifinaler      |
| 1970             | Guy Bonnet                          | Marie-Blanche                             | Franska                | 4                  | 8                  | Inga semifinaler      | Inga semifinaler      |
| 1971             | Serge Lama                          | Un jardin sur la terre                    | Franska                | 10                 | 82                 | Inga semifinaler      | Inga semifinaler      |
| 1972             | Betty Mars                          | Comé-comédie                              | Franska                | 11                 | 81                 | Inga semifinaler      | Inga semifinaler      |
| 1973             | Martine Clemenceau                  | Sans toi                                  | Franska                | 15                 | 65                 | Inga semifinaler      | Inga semifinaler      |
| 1974             | Dani                                | La vie à vingt-cinq ans                   | Franska                | Drog sig ur        | Drog sig ur        | Drog sig ur           | Drog sig ur           |
| 1975             | Nicole Rieu                         | Et bonjour à toi l'artiste                | Franska                | 4                  | 91                 | Inga semifinaler      | Inga semifinaler      |
| 1976             | Catherine Ferry                     | Un, deux, trois                           | Franska                | 2                  | 147                | Inga semifinaler      | Inga semifinaler      |
| 1977             | Marie Myriam                        | L'oiseau et l'enfant                      | Franska                | 1                  | 136                | Inga semifinaler      | Inga semifinaler      |
| 1978             | Joël Prévost                        | Il y aura toujours des violons            | Franska                | 3                  | 119                | Inga semifinaler      | Inga semifinaler      |
| 1979             | Anne-Marie David                    | Je suis l'enfant soleil                   | Franska                | 3                  | 106                | Inga semifinaler      | Inga semifinaler      |
| 1980             | Profil                              | Hé, hé M'sieurs dames                     | Franska                | 11                 | 45                 | Inga semifinaler      | Inga semifinaler      |
| 1981             | Jean Gabilou                        | Humanahum                                 | Franska                | 3                  | 125                | Inga semifinaler      | Inga semifinaler      |
| Deltog inte 1982 |                                     |                                           |                        |                    |                    |                       |                       |
| 1983             | Guy Bonnet                          | Vivre                                     | Franska                | 8                  | 56                 | Inga semifinaler      | Inga semifinaler      |
| 1984             | Annick Thoumazeau                   | Autant d'amoureux que d'étoiles           | Franska                | 8                  | 61                 | Inga semifinaler      | Inga semifinaler      |
| 1985             | Roger Bens                          | Femme dans ses rêves aussi                | Franska                | 10                 | 56                 | Inga semifinaler      | Inga semifinaler      |
| 1986             | Cocktail Chic                       | Européennes                               | Franska                | 17                 | 13                 | Inga semifinaler      | Inga semifinaler      |
| 1987             | Christine Minier                    | Les mots d'amour n'ont pas de dimanche    | Franska                | 14                 | 44                 | Inga semifinaler      | Inga semifinaler      |
| 1988             | Gérard Lenorman                     | Chanteur de charme                        | Franska                | 10                 | 64                 | Inga semifinaler      | Inga semifinaler      |
| 1989             | Nathalie Pâque                      | J'ai volé la vie                          | Franska                | 8                  | 60                 | Inga semifinaler      | Inga semifinaler      |
| 1990             | Joëlle Ursull                       | White and Black Blues                     | Franska                | 2                  | 132                | Inga semifinaler      | Inga semifinaler      |
| 1991             | Amina                               | C'est le dernier qui a parlé qui a raison | Franska                | 2                  | 146                | Inga semifinaler      | Inga semifinaler      |
| 1992             | Kali                                | Monté la riviè                            | Franska, haitisk kreol | 8                  | 73                 | Inga semifinaler      | Inga semifinaler      |
| 1993             | Patrick Fiori                       | Mama Corsica                              | Franska, korsikanska   | 4                  | 121                | Inga semifinaler      | Inga semifinaler      |
| 1994             | Nina Morato                         | Je suis un vrai garçon                    | Franska                | 7                  | 74                 | Inga semifinaler      | Inga semifinaler      |
| 1995             | Nathalia Santamaria                 | Il me donne rendez-vous                   | Franska                | 4                  | 94                 | Inga semifinaler      | Inga semifinaler      |
| 1996             | Dan Ar Braz & l'Héritage des Celtes | Diwanit Bugale                            | Bretonska              | 19                 | 18                 | 11                    | 55                    |
| 1997             | Fanny                               | Sentiments songes                         | Franska                | 7                  | 95                 | Inga semifinaler      | Inga semifinaler      |
| 1998             | Marie Line                          | Où aller                                  | Franska                | 24                 | 3                  | Inga semifinaler      | Inga semifinaler      |
| 1999             | Nayah                               | Je veux donner ma voix                    | Franska                | 19                 | 14                 | Inga semifinaler      | Inga semifinaler      |
| 2000             | Sofia Mestari                       | On aura le ciel                           | Franska                | 23                 | 5                  | Del av "The big four" | Del av "The big four" |
| 2001             | Natasha Saint-Pier                  | Je n'ai que mon âme                       | Franska, engelska      | 4                  | 142                | Del av "The big four" | Del av "The big four" |
| 2002             | Sandrine François                   | Il faut du temps                          | Franska                | 5                  | 104                | Del av "The big four" | Del av "The big four" |
| 2003             | Louisa Baïleche                     | Monts et merveilles                       | Franska                | 18                 | 19                 | Del av "The big four" | Del av "The big four" |
| 2004             | Jonatan Cerrada                     | À chaque pas                              | Franska, spanska       | 15                 | 40                 | Del av "The big four" | Del av "The big four" |
| 2005             | Ortal                               | Chacun pense à soi                        | Franska                | 23                 | 11                 | Del av "The big four" | Del av "The big four" |
| 2006             | Virginie Pouchain                   | Il était temps                            | Franska                | 22                 | 5                  | Del av "The big four" | Del av "The big four" |
| 2007             | Les Fatals Picards                  | L'amour à la française                    | Franska, engelska      | 22                 | 19                 | Del av "The big four" | Del av "The big four" |
| 2008             | Sébastien Tellier                   | Divine                                    | Engelska, franska      | 19                 | 47                 | Del av "The big four" | Del av "The big four" |
| 2009             | Patricia Kaas                       | Et s'il fallait le faire                  | Franska                | 8                  | 107                | Del av "The big four" | Del av "The big four" |
| 2010             | Jessy Matador                       | Allez Ola Olé                             | Franska                | 12                 | 82                 | Del av "The big four" | Del av "The big four" |
| 2011             | Amaury Vassili                      | Sognu                                     | Korsikanska            | 15                 | 82                 | Del av "The big five" | Del av "The big five" |
| 2012             | Anggun                              | Echo (You and I)                          | Franska, engelska      | 22                 | 21                 | Del av "The big five" | Del av "The big five" |
| 2013             | Amandine Bourgeois                  | L'enfer et moi                            | Franska                | 23                 | 14                 | Del av "The big five" | Del av "The big five" |
| 2014             | Twin Twin                           | Moustache                                 | Franska                | 26                 | 2                  | Del av "The big five" | Del av "The big five" |
| 2015             | Lisa Angell                         | N'oubliez pas                             | Franska                | 25                 | 4                  | Del av "The big five" | Del av "The big five" |
| 2016             | Amir                                | J'ai cherché                              | Franska, engelska      | 6                  | 257                | Del av "The big five" | Del av "The big five" |
| 2017             | Alma                                | Requiem                                   | Franska, engelska      | 12                 | 132                | Del av "The big five" | Del av "The big five" |
| 2018             | Madame Monsieur                     | Mercy                                     | Franska                | 13                 | 173                | Del av "The big five" | Del av "The big five" |
| 2019             | Bilal Hassani                       | Roi                                       | Franska, engelska      | 16                 | 105                | Del av "The big five" | Del av "The big five" |
| 2020             | Tom Leeb                            | Mon alliée (The Best in Me)               | Franska, engelska      | Tävlingen inställd | Tävlingen inställd | Del av "The big five" | Del av "The big five" |
| 2021             | Barbara Pravi                       | Voilà                                     | Franska                | 2                  | 499                | Del av "The big five" | Del av "The big five" |
| 2022             | Alvan & Ahez                        | Fulenn                                    | Bretonska              | 24                 | 17                 | Del av "The big five" | Del av "The big five" |
| 2023             | La Zarra                            | Évidemment                                | Franska                | 16                 | 104                | Del av "The big five" | Del av "The big five" |
| 2024             | Slimane                             | Mon Amour                                 | Franska                | 4                  | 445                | Del av "The big five" | Del av "The big five" |
| 2025             | Louane                              | Maman                                     | Franska                | 7                  | 230                | Del av "The big five" | Del av "The big five" |

## Röstningshistorik (1957–2021)
Källa: Eurovision Song Contest Database

### Frankrike hargivitmest poäng till...
| Endast finaler | Endast finaler | Endast finaler |
| Nr             | Land           | Poäng          |
| -------------- | -------------- | -------------- |
| 1              | Israel         | 215            |
| 2              | Portugal       | 204            |
| 3              | Storbritannien | 195            |
| 4              | Italien        | 194            |
| 5              | Spanien        | 182            |

| Finaler och semifinaler | Finaler och semifinaler | Finaler och semifinaler |
| Nr                      | Land                    | Poäng                   |
| ----------------------- | ----------------------- | ----------------------- |
| 1                       | Portugal                | 298                     |
| 2                       | Israel                  | 262                     |
| 3                       | Storbritannien          | 195                     |
| 3                       | Nederländerna           | 195                     |
| 5                       | Italien                 | 194                     |

### Frankrike harmottagitflest poäng från...
| Endast finaler | Endast finaler | Endast finaler |
| Nr             | Land           | Poäng          |
| -------------- | -------------- | -------------- |
| 1              | Schweiz        | 204            |
| 2              | Belgien        | 198            |
| 3              | Nederländerna  | 186            |
| 4              | Tyskland       | 181            |
| 5              | Norge          | 175            |
| 5              | Israel         | 175            |